# Allophyllum nemophilophyllum
Allophyllum nemophilophyllum là một loài thực vật có hoa trong họ Polemoniaceae. Loài này được J.M.Porter & L.A.Johnson mô tả khoa học đầu tiên năm 2000.